# PostgreSQL
PostgreSQL (Post-gres Q L), gọi ngắn gọn hơn là Postgres, là một hệ quản trị cơ sở dữ liệu quan hệ và đối tượng dựa trên POSTGRES, bản 4.2, được khoa điện toán của đại học California tại Berkeley phát triển. POSTGRES mở đường cho nhiều khái niệm quan trọng mà các hệ quản trị dữ liệu thương mại rất lâu sau mới có.
PostgreSQL là một chương trình mã nguồn mở xây dựng trên mã nguồn ban đầu của đại học Berkeley. Nó theo chuẩn SQL99 và có nhiều đặc điểm hiện đại:
- Câu truy vấn phức hợp (complex query)
- Khóa ngoại (foreign key)
- Thủ tục sự kiện (trigger)
- Các khung nhìn (view)
- Tính toàn vẹn của các giao dịch (integrity transactions)
- Việc kiểm tra truy cập đồng thời đa phiên bản (multiversion concurrency control)

Hơn nữa, PostgreSQL có thể dùng trong nhiều trường hợp khác, chẳng hạn như tạo ra các khả năng mới như:
- Kiểu dữ liệu
- Hàm
- Toán tử
- Hàm tập hợp
- Phương pháp liệt kê
- Ngôn ngữ theo thủ tục
- Truy vấn xử lý song song (parallel query)
- Sao chép dữ liệu dạng luồng (Streaming replication)

PostgreSQL được phổ biến bằng giấy phép BSD cổ điển. Nó không quy định những hạn chế trong việc sử dụng mã nguồn của phần mềm. Bởi vậy PostgreSQL có thể được dùng, sửa đổi và phổ biến bởi bất kỳ ai cho bất kỳ mục đích nào.
PostgreSQL cũng là hệ quản trị cơ sở dữ liệu hỗ trợ mạnh trong việc lưu trữ dữ liệu không gian. PostgreSQL kết hợp với module Postgis cho phép người dùng lưu trữ các lớp dữ liệu không gian. Khi sử dụng PostgreSQL, Postgis kết hợp với các phần mềm GIS hỗ trợ hiển thị, truy vấn, thống kê hoặc xử lý dữ liệu không gian.